# Zgniłówka pokojowa
Zgniłówka pokojowa, muszka jesienna (Fannia canicularis) – gatunek muchówki z rodziny zgniłówkowatych. Owad kosmopolityczny, pospolity, tworzący populacje synantropijne. Larwy rozwijają się w rozkładającej się materii organicznej, mogą wywoływać muszycę.

## Opis
Muchówka ta osiąga od 3,5 do 7 mm długości ciała. Czoło samicy jest szerokie. Głaszczki samicy są co najmniej tak szerokie jak biczyk czułków. Przedtułów samicy ma nagie zagłębienie na episternum i tylko jedną drobną szczecinkę przyległą do szczecinki na epimerycie. Przez tarczę śródtułowia samicy biegną trzy matowobrązowe pasy. Występuje od jednej do trzech par szczecinek przedskrzydłowych. Przedszwowe szczecinki środkowe grzbietu występują zwykle w 3 seriach i są takiej samej wielkości. Golenie przednich odnóży samicy są tylko u nasady wąsko zażółcone. Środkowe golenie samicy są pozbawione szczecinki przednio-brzusznej. U samca środkowe golenie są pozbawione guzków na wewnętrznej powierzchni, a na całej brzusznej powierzchni porośnięte sterczącym owłosieniem o długości wynoszącej co najwyżej połowę średnicy goleni. Środkowe uda samca mają dwie szczecinki grzbietowe. Uda tylnej pary u obu płci mają szczecinki na wewnętrzno-tylnych krawędziach, a golenie tejże pary u samicy mają dwa rodzaje szczecin przednio-grzbietowych: mocniejsze oraz ustawione ponad nimi słabsze i krótsze dodatkowe. Odwłok samicy jest co najwyżej u nasady żółty, a jego tergity nie mają brązowych kropek. U samca odwłok może być częściowo żółtawy (forma jasna) lub całkowicie czarny (forma ciemna). Piąty sternit odwłoka samca jest matowy i nieodstający.
Larwy dorastają do 6 mm. Ostatni segment ich odwłoka ma tylne przetchlinki położone grzbietowo, z daleka od bocznych krawędzi, wyrostki boczno-grzbietowe zaopatrzone tylko w krótkie wypustki, a środkowe z wyrostków najkrótsze, jednak dłuższe niż połowa długości segmentu. Wyrostki grzbietowo-boczne segmentów odwłoka są krótkie, często słabo widoczne, przesunięte ku nasadom wyrostków boczno-grzbietowych, a w przypadku trzeciego segmentu całkiem zanikłe.

## Biologia i występowanie
Gatunek kosmopolityczny, pospolity. W Europie występują zarówno populacje dzikie jak i synantropijne. Larwy przechodzą rozwój w różnego rodzaju rozkładającej się materii organicznej np. gnijących warzywach i owocach, ekskrementach, nawozie, padlinie kręgowców, owadów i mięczaków. Podawane były także z gniazd ptaków, ssaków, trzmieli i osowatych. Silnym atraktantem dla dorosłych osobników jest zapach moczu, stąd częste są w toaletach, stajniach i chlewach.
W temperaturze 27 °C jaja klują się po 24–36 godzinach, larwy żerują przez 8–10 dni, stadium poczwarki trwa 9–10 dni, a zapłodniona samica może składać jaja kolejnego pokolenia już po 4–5 dniach. Dorosłe samce zajmują terytoria o wymiarach około 50 × 50 × 25 cm (wysokość ostatnia), których bronią wykonując charakterystyczne dla tego gatunku loty patrolowe. Odbywają się one również w pokojach mieszkań wokół lamp sufitowych.

## Znaczenie medyczne
Gatunek ten jest najczęstszą spośród zgniłówkowatych przyczyną muszyc. Bywa wykorzystywany w entomologii sądowej do ustalania czasu zgonu. Jej larwy pojawiają się na zwłokach kręgowców po 4–10 dniach.